# Passiflora sublanceolata
Passiflora sublanceolata är en passionsblomsväxtart som först beskrevs av Ellsworth Paine Killip, och fick sitt nu gällande namn av J.M.Macdougal. Passiflora sublanceolata ingår i släktet passionsblommor, och familjen passionsblomsväxter. Inga underarter finns listade i Catalogue of Life.